# Пукина (язык)
Пукина — исчезнувший в XIX веке язык, существовавший в регионе около озера Титикака (Перу и Боливия) и на севере современного Чили и юге Боливии. На языке пукина, по-видимому, говорили представители державы Пукина (культура Тиуанако) и городов-государств пукина (культура Мольо), позднее завоёванных инками, и/или народности чанка, соперников инков. Возможно, к диалекту пукина относится и капак сими — тайный, сакральный язык знати и правителей державы инков. Франсиско де Толедо называл этот язык «основным» в Перу. Первый пукина-русский словарь составлен историком и лингвистом С. А. Куприенко в 2013 году.
По сведениям итальянского историка Джованни Анелло Олива (1631) на начало XVII века в Перу «на языке пукина говорили в некоторых районах провинции Чукито».
В одном документе от 1574 года указывалось, что на пукина с XII века говорили одни только женщины, за исключением селений Капачика и Коата (в местности Павкарколья), где мужчины также говорили на этом языке. Подобная характеристика языка указывала на тотальное уничтожение мужского населения в результате каких-то военных действий.
Остатки лексики пукина сохранились в языке кечуа, а также в вариантах испанского языка, распространённых на юге Перу, в основном в районах Арекипа, Мокегуа и Такна. Т. Кауфман (Kaufman, 1990) предполагает, что лексика языка пукина могла сохраниться в креольском языке кальяуайя — тайном языке местных знахарей, представляющем собой наложение лексики пукина на грамматику кечуа.
Иногда термин «язык пукина» неправильно применяют по отношению к языку уру семьи уру-чипайя.